# میگوهای مشت‌زن
میگوهای مشت‌زن یا باریک‌پایان (Stenopodidea) گروه کوچکی از سخت‌پوستان ده‌پا هستند که معمولاً آن‌ها را با جانوری از دسته میگو اشتباه می‌گیرند در صورتی که باریک‌پایان گروه جداگانه خود را تشکیل می‌دهند و بیشتر با خرچنگ‌ها خویشاوندی دارند.
تفاوت آن‌ها با خرچنگ‌ها اینست که در میگوهای مشت‌زن، جلوپاها (پاهای حرکت به جلو) بسیار بزرگ‌اند. در خرچنگ‌ها و خرچنگ‌های دریایی (لابسترها) تنها اولین جلوپا از بقیه بسیار درازتر است.